# Fiona Monbet
Fiona Monbet, née le 25 septembre 1989[Où ?], est une artiste franco-irlandaise, violoniste et cheffe d'orchestre.

## Formation et parcours musical
Elle est diplômée du Conservatoire National Supérieur de Musique de Paris et du  centre des musiques de Didier Lockwood (CMDL). 

### Univers musical
Fiona Monbet évolue dans différents univers, jazz, classique ou musique traditionnelle irlandaise.
Repérée très jeune par Didier Lockwood, ce dernier l’a présentée sur les plus grandes scènes et festivals, et la propulse dans le monde de l’improvisation et de la musique actuelle où elle rencontre et collabore avec de nombreux artistes tels que Philip Catherine, Marcel Azzola, Biréli Lagrène, Adrien Moignard ou encore Ibrahim Maalouf. Le réalisateur Tony Gatlif, l’invite à participer à la création des bandes originales de trois films (Indignez-Vous, Indignados, Geronimo). Elle participe avec lui en 2010 à la tournée Django Drom. La même année, le Fiona Monbet Quartet remporte le 1er prix des Trophées du Sunside. Le premier disque de Fiona O’Ceol est une rencontre entre la musique irlandaise et le jazz. Son second album Contrebande reçoit le prix Alchimie TSF Jazz. Son troisième opus, Maelström initialement composé pour quartet de jazz et orchestre de chambre a été arrangé pour orchestre symphonique ainsi que pour le Danish Radio Big Band (en). Sa dernière création, Faubourg 23, commandée par le BBC National Orchestra of Wales est une suite pour jazzband et orchestre.

### Direction d'orchestre
En janvier 2018, Fiona Monbet co-fonde la compagnie d’opéra Miroirs Etendus, elle dirige l’ensemble d’une quinzaine de musiciens en France (Opéra de Rouen, Théâtre Impérial de Compiègne, Opéra de Lille) et à l’étranger en Irlande et en Allemagne. Elle est par ailleurs régulièrement invitée en tant que chef par des orchestres en France et à l'étranger. Elle est accueillie en résidence au sein de l’Orchestre Symphonique de Bretagne pour une durée de 2 ans en 2019.

## Discographie
- En tant que leader :
  - 2018 : Contrebande, Crescendo
  - 2013 : O'Ceol, Harmonia Mundi Music
  - 2011 : Django Club

En tant que sideman :
- 2019 : Maxime Le Forestier, single, Les filles amoureuses
- 2015 : Christine Salem, larg pa lo kor
- 2011 : Christian Escoudé, Au Bois de mon Cœur : Christian Escoudé joue Brassens, Emarcy
- 2010 : Christian Escoudé, Catalogne, Plus Loin Music
- 2008 : Didier Lockwood, For Stéphane, Harmonia Mundi Music